# Gesetz zur Strukturreform des Versorgungsausgleichs
Das Gesetz zur Strukturreform des Versorgungsausgleichs, kurz VAStrRefG, ist ein deutsches Änderungsgesetz im Bereich des Familienrechts. Es wurde am 3. April 2009 verabschiedet. Es wurde am 8. April 2009 im Bundesgesetzblatt Teil I Seiten 700 ff. veröffentlicht und trat am 1. September 2009 in Kraft. Durch das Gesetz wurde der Versorgungsausgleich für alle Scheidungsverfahren neu geregelt, bei denen der Scheidungsantrag ab dem 1. September 2009 eingegangen ist.
Der Artikel 1 enthält das neue Gesetz über den Versorgungsausgleich (Versorgungsausgleichsgesetz – VersAusglG). Neu war auch das Gesetz über die interne Teilung beamtenversorgungsrechtlicher Ansprüche von Bundesbeamtinnen und Bundesbeamten im Versorgungsausgleich.
Darüber hinaus wurden folgende deutsche Gesetze geändert:
- Gesetz über das Verfahren in Familiensachen und in den Angelegenheiten der freiwilligen Gerichtsbarkeit
- Bürgerliches Gesetzbuch
- Sechstes Buch Sozialgesetzbuch
- Beamtenversorgungsgesetz
- Abgeordnetengesetz
- Soldatenversorgungsgesetz
- Gesetz über die Alterssicherung der Landwirte
- Einkommensteuergesetz
- Altersvorsorge-Durchführungsverordnung
- Lebenspartnerschaftsgesetz
- Gesetz über Gerichtskosten in Familiensachen
- Rechtspflegergesetz
- Rechtsanwaltsvergütungsgesetz
- Kostenordnung
- Schornsteinfegergesetz
- Hüttenknappschaftliches Zusatzversicherungsgesetz
- Zehntes Buch Sozialgesetzbuch
- Einführungsgesetz zum Bürgerlichen Gesetzbuche
- Erstes Gesetz zur Reform des Ehe- und Familienrechts
- Gesetz zur Reform des Verfahrens in Familiensachen und in den Angelegenheiten der freiwilligen Gerichtsbarkeit (FGG-Reformgesetz)

Außer Kraft wurden gesetzt:
- die Barwert-Verordnung vom 24. Juni 1977 (BGBl. I S. 1014), zuletzt geändert durch die Verordnung vom 2. Juni 2008 (BGBl. I S. 969),
- das Gesetz zur Regelung von Härten im Versorgungsausgleich vom 21. Februar 1983 (BGBl. I S. 105), zuletzt geändert durch Artikel 65 des Gesetzes vom 17. Dezember 2008 (BGBl. I S. 2586),
- Artikel 4 des Gesetzes über weitere Maßnahmen auf dem Gebiet des Versorgungsausgleichs vom 8. Dezember 1986 (BGBl. I S. 2317), das zuletzt durch Artikel 143 des Gesetzes vom 19. April 2006 (BGBl. I S. 866) geändert worden ist, und
- das Versorgungsausgleichs-Überleitungsgesetz vom 25. Juli 1991 (BGBl. I S. 1606, 1702), zuletzt geändert durch Artikel 103 des Gesetzes vom 17. Dezember 2008 (BGBl. I S. 2586).